# Никиты (Мартьяновская)
Никитские каменоломни (также неофициально Никиты) или Мартьяновские каменоломни — подмосковная система подземных выработок известняка (белого камня) под Домодедово. Вход в каменоломни находится в деревне под названием Никитское (отсюда название), в 6 километрах от станции Домодедово (Павелецкое направление МЖД). Сама система протянулась вдоль правого берега реки Рожайки к югу и западу от Домодедово.

## Общие сведения
Никитская система – самая технически сложная из всех подмосковных каменоломен, и посещение её требует спелестологических навыков как в преодолении опасных и узких мест, так и в ориентировании в чрезвычайно сложном лабиринте ходов. Полная карта системы в Интернете отсутствует, и существует только у ограниченного круга лиц. Одна из причин отсутствия полной карты - обилие выработок, штреков, колодцев и прочего, а также в связи с обвалами, местами данная система сильно напоминает 3D-лабиринт, и при этом постоянно меняется.

## Исторический очерк
Начало разработок на Рожайке относится к концу XIX века.
В начале двадцатого века известный западноукраинский ресторатор Мартьянов выкупил у государства право на подземную добычу известняка в Никитском и «поставил добычу оного на широкую промышленную основу»: три четверти Никитской системы выбиты его рабочими, привезёнными из Подолья, под руководством приглашённых немецких горных инженеров. Мартьяновские разработки (отсюда второе наименование «Никит» — Мартьяновские каменоломни) обошли изначальные выработки справа и слева, сомкнулись за ними — и начали развиваться дальше, вглубь холма («Никитского плато»).
Известно, что река Рожайка, огибающая Никитское плато, в той точке, где выходили вентиляционные штреки (к первому, судя по остаткам входов, в процессе разработок было прибавлено несколько новых и часть камня извлекалась через них), урезом воды всего на метр не доставала до этих входов. Для защиты от весенних паводков по указанию инженеров были сооружены небольшие дамбы (их каменные остатки видны и сейчас).
В 1913 году наводнение, случившееся во время небывало высокого весеннего паводка, прорвала одну из таких дамб и затопила систему. После этого случая каменоломня была заброшена.
В 1954 году разведаны для посещений спелеологами Пальцевым и Мячковым.
10 декабря 1986 года входы в подземелья были взорваны по распоряжению властей, однако вскорости были вновь открыты для посещений энтузиастами спелестологии.

## Современное состояние
В настоящее время в Никитских каменоломнях существует единственный оборудованный вход. В каменоломнях периодически случаются обвалы, которые перекрывают существующие проходы (или открывают новые), и могут представлять серьёзную опасность. Вход довольно узкий, и в начале 2019 года (январь-февраль) начал осыпаться. В феврале 2020 года в привходовой части произошёл обвал (рухнула плита с потолка), который в течение двух дней был разобран энтузиастами. В Никитах не редкость сходы пластов чёрной глины. Именно из-за схода чёрной глины, в 1976 году погиб Виктор Шагал. В результате действия влаги, сгнивания подпорок, движения пластов глины и известняковых плит, потолок постепенно обрушается. Из-за этого, некоторые ранее проходимые участки, блокируются. За время, прошедшее с окончания разработок известняка, потолок каменоломен обрушился везде, за исключением трёх участков. Благодаря активному посещению Никит, в "мусорных" гротах скопилось очень много мусора, который на данный момент никто не убирает. Температура в каменоломнях постоянная, и держится на уровне 6,8 °C. Очень высокая влажность, что создаёт благоприятные условия для различных видов грибов и плесени. Фауна представлена летучими мышами, хотя в привходовой части встречаются мыши-полёвки. В конце апреля 2021 года, из-за сильного промерзания входа, произошёл крупный обвал: в районе журнала, с потолка рухнули плиты, толщиной около 70 см. На данный момент, силами Перовского спелеоклуба, вход в каменоломни укреплён, и опасности не представляет.

## Погибшие в Никитах
1976 — Виктор Шагал. Копал вход изнутри каменоломни на поверхность, завалило чёрной глиной. Погиб от синдромов сдавливания и переохлаждения, уже на поверхности.
1979 — Иван Шкварин. Погиб от переохлаждения. В одиночку исследовал дальнюю от входа часть Никит, остался без света. В позднее время появилась версия убийства.
1991 — Николай Никитин. Причина смерти неизвестна.
2006 — Евгений Бутов. Причина смерти - переохлаждение на фоне выраженной интоксикации. Пьяным полез в пещеру (с бутылкой пива), в журнале не записался.  Был в комбинезоне на свитере, имел плохо работающий фонарь. Его отсутствие обнаружилось спустя сутки, официальные спасработы объявили через трое суток. Прочесывание системы пещер силами 150 спелестологов и 3 спасательных служб ничего не дало. Появилось предположение, что в систему он не входил, прочесали лес, реку, опрашивали местных жителей. Его тело было случайно найдено через 5 месяцев на крупном глыбовом завале в 70 метрах от выхода из пещеры.

## Посещение
В настоящее время система плохо оборудована для проведения организованных экскурсий из-за сложных и узких проходов и высокой обвалоопасности. Для экскурсантов желательно иметь опыт заброски в менее опасные каменоломни, такие как «Сьяны». Рекомендуется посещение небольшими группами 3-4 человека, во главе с проводником, который хорошо знаком с Никитами: в противном случае, риск заблудиться и потеряться очень велик. Около входа в каменоломни находится журнал, в который необходимо записать дату и время входа и состав группы. Желательно указать планируемое время выхода. При выходе также сделать запись с датой и временем выхода.

## Достопримечательности
- Грот "Кошкин дом" (гостевой). Идеален для ночёвки группы из двух-трёх человек.
- Грот "Ласточкино гнездо" (гостевой).
- Грот "Пьяный барабанщик", в котором обильно капает с потолка вода. По всему гроту расставлены банки и вёдра, отчего капли стучат по донышкам с разной периодичностью и громкостью.
- Пионерский штрек.
- Грот "Подкидыш".
- Грот "Геошизик".
- Грот "Зоопарк".
- Грот "Адам и Ева" (раннее название - Люмпен и Зазноба). Собрание глиняных скульптур.
- Грот "Компьютерная комната" со множеством раритетной компьютерной техники.
- "Остров Сокровищ" ("Песочница") - большой зал, заполненный игрушками и статуэтками в виде гротескного макета.
- "Колокольня".
- Памятник погибшему Виктору Шагалу.
- "Лифт Шагала" ("Женская радость") - вертикальный аттракцион.
- "Футбольные поля". Также хорошо хорошо сохранившийся участок тоннеля.
- "ЖБК" - крупный тоннель с расходящимися штреками.
- "Гигиена" (Женская гигиена) - уходящий вверх наклонный забой с недостатком кислорода, в котором люди теряют сознание.
- Система "Мартингал". Самый большой по габаритам и самый хорошо сохранившийся участок. Труднодоступен даже для опытных спелестологов, и отсутствует на общедоступной карте. Путь до "Мартингала" обвалоопасен и труднопроходим. С 2019 года начал активно рушиться.

Никитская система категорически не рекомендуется для посещения новичками по следующим причинам:
```
   1). Карты Никитских пещер существуют в ограниченном количестве.
   2). Система очень большая, больше «Сьян» (оценки разнятся от 15 до 52 км).
   3). Отдельные части системы сообщаются труднозаметными проходами.
   4). Система труднопроходима. Если в «Сьянах» можно бегать, в «
Киселях
» быстро ходить, то в «Никитах» почти всё время надо ползти на корточках, по-пластунски, на четвереньках. Из-за низкой скорости передвижения заблудившемуся посетителю может не хватить времени на собственное спасение.
   5). В Никитах почти полностью отсутствуют путеводные надписи на стенах. Некоторые места обвалоопасны.
```

## См.также
- Подмосковные каменоломни